# Columnes de Bellaterra
Les Columnes de Bellaterra són una obra escultòrica creada per l'artista Andreu Alfaro Hernández l'any 1999. Està ubicada a l'entrada sud del campus de Bellaterra i és propietat de la Universitat Autònoma de Barcelona. Representen la voluntat de coneixement, la llibertat d'expressió, la identitat cultural i la solidaritat.

## Descripció
Les columnes de Bellaterra són quatre escultures de granit vermellós que es recaragolen i s'estiren simultàniament buscant el cel. Les columnes s'enlairen entre 25 i 40 metres i es troben enmig d'una zona verda. Les acompanyen diverses plaques de pedra en què hi ha inscrits els noms de totes les universitats de la Xarxa Vives d'Universitats.
Obra d'art emblemàtica que ja s'ha convertit en un signe d'identitat de la Universitat Autònoma de Barcelona.
Donen la benvinguda a la Universitat en un dels accessos i constitueixen així un símbol que es dirigeix al futur i assenta les bases de la durabilitat d'allò que vol representar: la unió entre la comunitat universitària catalana i les relacions inseparables entre la natura, la ciència, l'art i la identitat.
Es va inaugurar el dia 10 de setembre de 1999.